# Vila Santar

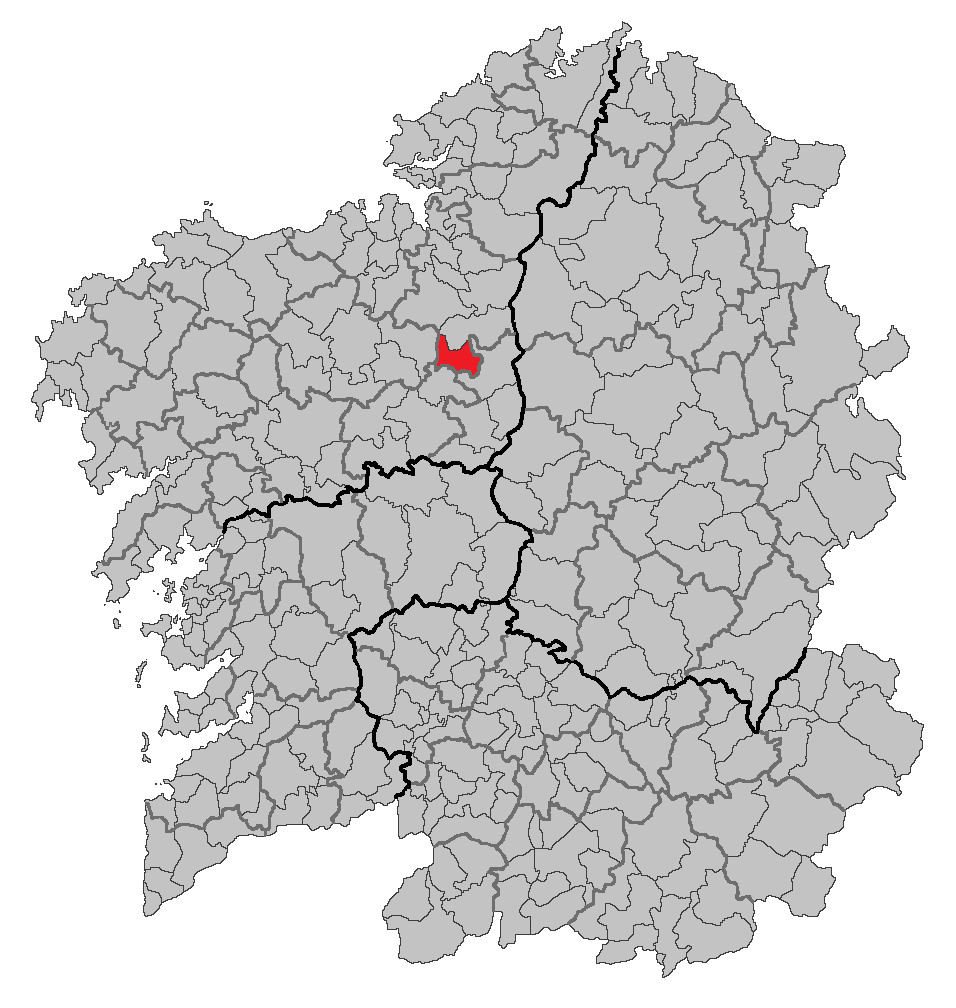
Localização de Vilasantar

Vila Santar (Vilasantar) é um município da Espanha na província da Corunha, comunidade autónoma da Galiza.

## Geografia
O município de Vila Santar está localizado no sul da comarca de Betanzos. Limita ao norte com os municípios de Curtis e Oza-Cesuras, ao oeste com o município de Mesía, ao este com o de Sobrado e ao sul com o de Boimorto. Sua superfície é de 59,2 km².
Localiza-se em uma área de altitude média, estando a maior parte da seu território entre os 400 e os 500 metros sobre o nível do mar. É de grande importância o rio Tambre (que delimita a borda sul do município com Boimorto), e seus afluentes, entre os quais se destacam o rio Cabalar e o rio das Gándaras.

## História
Conservam-se megálitos como as mamoas do Monte Vilariño, a mamoa de Pedriño e a medorra de Fanegas, na freguesia de Vilariño. Da cultura castreja são preservados castros como os de Vilariño ou As Corredoiras.

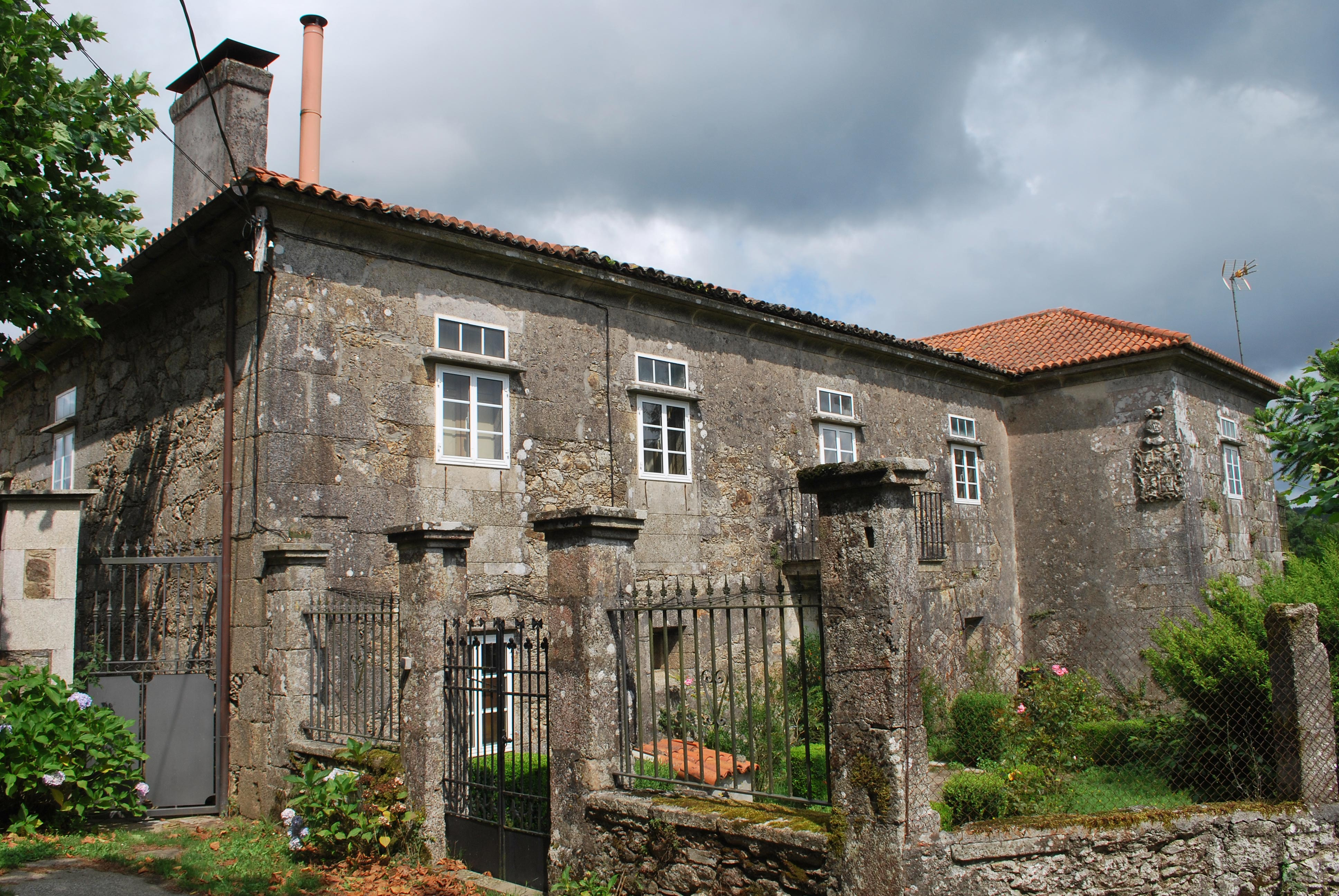
Pazo de Présaras

Da romanização há restos co campamento romano da Ciadella, o mais extenso dos descobertos na Galiza, entre os municípios de Sobrado e Vila Santar. Na Idade Média estas terras pertenciam ao condado de Présaras, que teve a sua origem nas praessurae romanas, terras desertas oferecidas aos colonos para cultivá-las e povoá-las.
A área estava fortemente ligada ao mosteiro de Santa María de Sobrado e ao mosteiro de Santa María de Mezonzo. A origem deste último está possivelmente ligada aos suevos, porque a igreja conserva dois capiteis do século VI ou VII, e aparece em documentos latinos como Mosteiro de Mosontio. Em meados do século X, entrou nele Pedro de Mezonzo, que chegou a ser abade do mosteiro e bispo de Compostela.
Na Idade Moderna, havia numerosos nobres, como testemunham as várias casas senhoriais. Vila Santar foi constituído como município em 1834. Sua população foi crescendo até 1950, quando começou a descer por causa da emigração.
Foi uma área de grande atividade durante a Guerra Civil e o período pós-guerra. Em 1938, o prefeito de Vila Santar e vizinho de Présaras, Antonio Iglesias Corral, foi executado em Miraz, Friol. Nos anos que seguiram à guerra, teve presença no município o Exército Guerrilheiro da Galiza, assim como o mítico "Foucellas", que atuava na área e morou um tempo escondido na casa de uma prima dele em Ru, Vila Santar. Na freguesia de Mezonzo nasceu o também guerrilheiro Manolito Bello.

## Economia
É um município em que os setores primário e terciário pesam sobre o secundário, no qual, no entanto, a indústria de fabricação de painéis de madeira e laminados de madeira se destaca devido à presença do Grupo Losán na vila.
Durante a primeira metade do século XX, a indústria têxtil foi muito importante devido à presença da fábrica de tecidos La Arzuana em Présaras, que funcionou de 1882 a 1962 e onde centenas de pessoas trabalhavam, a maioria mulheres.

## Demografia
Segundo o Instituto Nacional de Estatística, em 2017, tinha 1.241 habitantes.
Evolução da população no último século: